# Mark Glowinski
Mark Glowinski II (Wilkes-Barre, 3 maggio 1992) è un giocatore di football americano statunitense che milita nel ruolo di guard per i New York Giants della National Football League (NFL). Fu scelto nel corso del 4º giro del Draft NFL 2015 dai Seattle Seahawks. Ha giocato a football prima per il Lackawanna College, poi per West Virginia.

## Carriera universitaria
Dopo avere giocato al Lackawanna College, nel 2012 Glowinski passò all'Università della Virginia occidentale dove disputò tre stagioni con i West Virginia Mountaineers, le ultime due come titolare nei ruoli di tackle e guardia. Nella sua stagione da senior nel 2014, bloccò per il primo giocatore della squadra a superare le mille yard corse dal 2009. Al termine della stagione venne nominato nella prima e seconda formazione ideale All-Big 12.

## Carriera professionistica

### Seattle Seahawks
Glowinski fu scelto nel corso del quarto giro (134º assoluto) del Draft NFL 2015 dai Seattle Seahawks. Debuttò come professionista subentrando nella gara del quinto turno contro i Cincinnati Bengals. Nell'ultima partita della stagione disputò la prima gara come titolare in carriera, chiudendo la sua annata da rookie con dieci presenze. 
Partito come guard destro titolare nelle prime due gare della stagione 2017, dopo due prestazioni negative a Glowinski fu preferito Oday Aboushi. Disputò dieci partite (di cui due da titolare), per poi venire svincolato il 16 dicembre 2017 dai Seahawks.

### Indianapolis Colts
Il 18 dicembre 2017, Glowinski firmò con gli Indianapolis Colts.. La stagione successiva scese in campo per la prima volta con la squadra, disputando undici partite (di cui nove da titolare). La linea offensiva dei Colts si dimostrò tra la più solide della lega, permettendo solamente 18 sack agli avversari, e permettendo al running back Marlon Mack di far registrare 908 yard corse e nove touchdown. I Colts terminarono la stagione regolare con un record di 10–6, aggiudicandosi il secondo posto nella division e la prima partecipazione ai play-off dal 2014.

### New York Giants
Il 14 marzo 2022 Glowinski firmò con i New York Giants un contratto triennale del valore di 20 milioni di dollari.